# Idaea euclasta
Idaea euclasta är en fjärilsart som beskrevs av Turner 1922. Idaea euclasta ingår i släktet Idaea och familjen mätare. Inga underarter finns listade i Catalogue of Life.